# Збірна Бангладеш із футболу
Збірна Бангладеш з футболу  — представляє Бангладеш на міжнародних футбольних змаганнях. Контролюється Футбольною федерацією Бангладеш. Вона ніколи не потрапляла на чемпіонат світу з футболу. У 1980 році збірна вийшла в 1-й тур Кубка Азії з футболу і завоювала чемпіонський титул на чемпіонаті Південної Азії в 2003 році. Збірна була створена в 1972 році (після здобуття незалежності Бангладеш) і вступила в ФІФА в 1974 році.

## Чемпіонат світу
- з 1930 по 1982 — не брала участь
- з 1986 по 2010 — не пройшла кваліфікацію

## Кубок Азії
- з 1956 по 1976 — не брала участь
- 1980 — 1 тур
- з 1984 по 1992 — не пройшла кваліфікацію
- 1996 — не брала участь
- з 2000 по 2011 — не пройшла кваліфікацію